# Football en Irlande

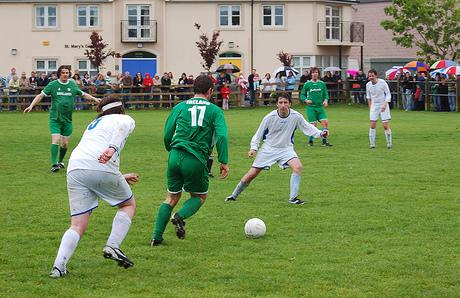
Match de football amateur à Kilkenny en Irlande.

Le football est en Irlande le plus populaire des sports non gaéliques après le rugby. Malgré un championnat local peu suivi et de faible niveau, beaucoup d'irlandais sont très friands de matches de football. Leur intérêt se reporte sur les championnats anglais et écossais où jouent tous les meilleurs joueurs irlandais, ainsi que sur l'équipe nationale.
Les clubs irlandais n’ont eu aucune influence marquante dans le football européen. Souvent, ils se limitent à un rôle formateur pour les footballeurs irlandais avant leur départ pour le Royaume-Uni.

## Organisation
Le football en Irlande est géré par la FAI (Football Association of Ireland) pour le sud. Elle regroupe les clubs de football de l'Irlande et organise les compétitions nationales et les matchs internationaux de la sélection d'Irlande.
Elle est affiliée à la FIFA depuis 1923 et est membre de l'UEFA depuis sa création en 1954.
La fédération organise les compétitions. Au niveau national, les deux premiers niveaux sont la Premier League et la deuxième division appelée aussi First Division. Ensuite on trouve des compétitions régionales organisées par provinces.
Au vu des palmarès, les principales équipes sont Shamrock Rovers, les Bohemians FC et Shelbourne FC. 
Pendant la saison 2006-2007, 156 joueurs irlandais jouaient dans les divers championnats professionnels d'Angleterre et d'Écosse. Ce chiffre énorme représente l'équivalent de 14 équipes, soit plus que le championnat national.

## Histoire
Officiellement le football est arrivé en Irlande en 1878 avec la tenue d’un match exhibition à Belfast entre deux équipes écossaises. Toutefois ce sport semble avoir fait ses premiers pas sur l’île dès les années 1860. Des clubs en Ulster y jouaient des matches contre les pêcheurs écossais pendant les escales. des matchs sont organisés de manière certaine à Belfast en 1875 et 1877 et un autre dans le Comté de Cork en 1877. D'autres ont lieu dans le comté de Sligo entre 1879 et 1882. Le tout premier match dont on ait trace écrite se déroule le 11 décembre 1875. Il oppose des membres du Ulster Cricket Club sur le terrain du Prospect à Belfast.
John McAlery, un homme d'affaires nord-irlandais qui a découvert ce nouveau sport lors de son voyage de noces à Glasgow est donné comme l'instigateur d'un match de démonstration entre deux équipes écossaises le 24 octobre 1878, les Caledonians et le Queen's Park Football Club. Il fonde l'année suivante le tout premier club de football d'Irlande, le Cliftonville Football Club et compte parmi les fondateurs de la Association irlandaise de football en 1880. Il est depuis les années 1930 donné comme étant le "père du football en Irlande".
La première compétition officielle l'Irish Cup commença dès 1881. Le sport se répandit rapidement à toute l’île et gagna Dublin dès les années 1890. Un championnat d’Irlande fut alors organisé. Le professionnalisme fut légalisé en 1894.

## Football féminin en Irlande
Le football féminin en Irlande est placé sous l'égide de la WFAI (la fédération irlandaise de football féminin) qui est une branche spécifique de la Fédération d'Irlande de football.
La Women's Football Association of Ireland existe depuis 1973; elle été placée sous la tutelle de la FAI en 1990
En 2005, 6500 joueuses étaient licenciées en Irlande, regroupées en 350 clubs répartis en 21 ligues régionales.
Il n’existe pas de championnat national. Les 21 ligues ont chacune leur propres championnat. La ligue la plus importante (avec les meilleures joueuses et la meilleure exposition médiatique) est celle de la capitale Dublin. 
La seule compétition nationale a longtemps été la Coupe d'Irlande de football féminin. Cette compétition offrait le titre symbolique (et non officiel) de championne d'Irlande et qualifiait son vainqueur à la Ligue des champions féminine de l'UEFA. À partir de 2011 la fédération irlandaise lance le tout premier championnat d'Irlande féminin de football. Cette compétition devient immédiatement la compétition majeure au niveau national et remplace la Coupe d'Irlande pour l'obtention d'une place en Ligue des champions féminine.

## Stades
Le principal stade de football en Irlande est Aviva Stadium. S'y jouent tous les matches de l'équipe nationale. Pendant la reconstruction du stade, les matches ont eu lieu à Croke Park.
Les autres stades de football sont beaucoup plus petits (5 000 places maximum).

## Les équipes nationales
- L'équipe de république d'Irlande de football est constituée par une sélection des meilleurs joueurs irlandais sous l'égide de la Fédération d'Irlande de football.

L'Irlande a toujours fait bonne figure dans les rares phases finales de Coupes du monde auxquelles elle a participé. Elle a ainsi terminé invaincue en 2002, éliminée aux tirs au but en huitièmes de finale par l'Espagne.
Mais c'est en 1990 lors de la Coupe du monde en Italie qu'elle a réalisé sa meilleure performance: matches nuls contre l'Angleterre et les Pays-Bas au premier tour, élimination de la Roumanie en huitième et courte défaite 1-0 contre le pays organisateur en quart de finale.
L'Irlande est alors entraînée par l'anglais Jack Charlton.
- L'équipe de république d'Irlande féminine de football  se trouve dans la première division mondiale, concourant donc pour une participation à la Coupe du monde.

## Principaux joueurs
| - John Aldridge (A) - Pat Bonner (G) - Gary Breen (D) - Liam Brady (M) - Steve Staunton (D) | - Shay Brennan (D) - Tony Cascarino (A) - Noel Cantwell (A) - Damien Duff (A)* | - Tony Dunne (D)* - Shay Given (G)* - Don Givens (A) - John Giles (M) - Paul McGrath (D) | - Ray Houghton (M) - Chris Hughton (D) - Robbie Keane (A)* - Roy Keane (M) - Mick McCarthy (D) | - Kevin Moran (M) - David O'Leary (D) - Terry Phelan (D) - Niall Quinn (A) | - John Sheridan (M) - Frank Stapleton (A) - Andy Townsend (M) - Ronnie Whelan (M) |

Voir aussi : Footballeur irlandais de l'année

## Records individuels

### Hommes
chiffres au 17 novembre 2024 / source: http://www.rsssf.com/miscellaneous/ier-recintlp.html
| Sélections | Joueur         | Période   | Buts |
| ---------- | -------------- | --------- | ---- |
| 146        | Robbie Keane   | 1998-2016 | 68   |
| 134        | Shay Given     | 1996-2016 | 0    |
| 118        | John O'Shea    | 1996-2018 | 3    |
| 110        | Kevin Kilbane  | 1997-2011 | 8    |
| 102        | Steve Staunton | 1989-2002 | 7    |
| 100        | Damien Duff    | 1998-2012 | 8    |
| 93         | Aiden McGeady  | 2004-2017 | 5    |
| 91         | Niall Quinn    | 1986-2002 | 21   |

| Buts | Joueur          | Période   | Matches |
| ---- | --------------- | --------- | ------- |
| 68   | Robbie Keane    | 1998-2016 | 146     |
| 21   | Niall Quinn     | 1986-2002 | 91      |
| 20   | Frank Stapleton | 1977-1990 | 71      |
| 19   | Don Givens      | 1969-1982 | 56      |
| 19   | John Aldridge   | 1986-1997 | 69      |
| 19   | Tony Cascarino  | 1986-2000 | 88      |
| 17   | Shane Long      | 2003-2023 | 88      |
| 14   | Kevin Doyle     | 2006-2017 | 63      |

### Femmes
Chiffres au 5 juin 2025
| Sélections | Joueuse           | Période   | Buts |
| ---------- | ----------------- | --------- | ---- |
| 134        | Emma Byrne        | 1996-2017 | 0    |
| 130        | Olivia O'Toole    | 1991-2009 | 54   |
| 122        | Louise Quinn      | 2008-2025 | 16   |
| 120        | Denise O'Sullivan | 2011-     | 21   |
| 118        | Áine O'Gorman     | 2006-2023 | 13   |
| 114        | Niamh Fahey       | 2007-2024 | 1    |
| 105        | Ciara Grant       | 1995–2012 | 11   |
| 102        | Diane Caldwell    | 2006-     | 4    |

| Buts | Joueuse           | Période   | Matches |
| ---- | ----------------- | --------- | ------- |
| 54   | Olivia O'Toole    | 1991-2009 | 130     |
| 29   | Katie McCabe      | 2015-     | 98      |
| 21   | Denise O'Sullivan | 2011-     | 117     |
| 16   | Louise Quinn      | 2008-2025 | 122     |
| 15   | Stephanie Roche   | 2008-2022 | 58      |
| 13   | Áine O'Gorman     | 2006-2023 | 118     |
| 13   | Michele O'Brien   | 2003-2023 | 65      |
| 13   | Fiona O'Sullivan  | 2009-2018 | 41      |